# アルメニアの副首相
アルメニアの副首相（アルメニアのふくしゅしょう、アルメニア語: ՀՀ փոխվարչապետ）は、アルメニア政府の副首相である。アルメニアの憲法によれば、最大で3人まで任命され得る。
現職者は、ムヘル・グリゴリャンである。

## 副首相の一覧
| 肖像 | 名                       | 在任期間       | 在任期間      | 政党             | 首相                 |
| ---- | ------------------------ | -------------- | ------------- | ---------------- | -------------------- |
|      | ヴァシュ・ガブリエリャン | 2014年11月28日 | 2018年4月23日 | アルメニア共和党 | セルジ・サルキシャン |
|      | アルメン・ゲボルギャン   | 2018年4月17日  | 2018年4月23日 | アルメニア共和党 | セルジ・サルキシャン |
|      | ティグラン・アヴィニャン | 2018年5月11日  | 2021年8月2日  | 市民契約         | ニコル・パシニャン   |
|      | ムヘル・グリゴリャン     | 2018年5月11日  | 無所属        | 現職             | ニコル・パシニャン   |

## 第一副首相の一覧
| 肖像 | 名                     | 在任期間      | 在任期間      | 政党             | 首相                 |
| ---- | ---------------------- | ------------- | ------------- | ---------------- | -------------------- |
|      | カレン・カラペチャン   | 2018年4月17日 | 2018年5月11日 | アルメニア共和党 | セルジ・サルキシャン |
|      | アララット・ミルゾヤン | 2018年5月11日 | 2019年1月12日 | 市民契約         | ニコル・パシニャン   |